# Comuna Țentralne, Mîronivka
Țentralne (în ucraineană Центральне) este o comună în raionul Mîronivka, regiunea Kiev, Ucraina, formată din satele Andriivka, Peatîhatka, Peatîricika și Țentralne (reședința).

## Demografie
Componența lingvistică a comunei Țentralne
     Ucraineană (94,19%)
     Rusă (5,59%)
     Alte limbi (0,11%)
Conform recensământului din 2001, majoritatea populației comunei Țentralne era vorbitoare de ucraineană (94,19%), existând în minoritate și vorbitori de rusă (5,59%).